# 조은서 (모델)
조은서(1999년 2월 3일 ~ )는 대한민국의 여성 모델이다.

## 주요 경력
- 2018년 F/W 헤라서울패션위크 에이벨 모델 데뷔

## 작품

### 드라마
- 2021년~2022년 SBS 《너의 밤이 되어줄게》 - 넘어지는 우가온을 잡아주는 여대생 역